# トレセンまるごと情報局
『トレセンまるごと情報局』（トレセンまるごとじょうほうきょく）は、2013年1月10日からグリーンチャンネルで放送されている中央競馬の調教関連の情報番組である。
2012年12月まで放送されていた『トレセンTIME』のリニューアル版である。番組は、毎週水曜・木曜に行われるその週の特別・重賞競走出走予定馬の調教を見ながら、女性リポーターが出走予定馬の厩舎関係者、騎手、調教師、スポーツ紙記者にインタビューする。進行パートの収録は主に栗東トレーニングセンターで行い、栗東担当リポーターとともに栗東の関係者にインタビューする。

## 放送日時
いずれも日本標準時。
- 初回放送：木曜 23:00 - 金曜 0:00
- 再放送：金曜 3:00 - 4:00、11:00 - 12:00、14:00 - 15:00、18:00 - 19:00、土曜 2:00 - 3:00、6:30 - 7:30

夏季のローカル開催が行われる週（7月第1週 - 9月第1週）には原則休止となる。この期間中にはグリーンチャンネルで『サマープログラム』という競馬・馬事文化関連の単発特別番組が放送されるが、本番組もこのプログラムに参加し、札幌記念の展望や2歳馬の情報などを伝える特別編を放送する場合がある。

## 出演者
現在（2025年1月 - ）
- 局長（司会）：林健（ギャロップ）[2]
- 局員（リポーター）：大塩由起（美浦トレーニングセンター担当）、溝渕麻莉亜（栗東トレーニングセンター担当）

過去
- 局長（司会）：お兄ちゃん（2013年 - 2017年）
- 局員（リポーター）：守永真彩（美浦担当、2013年 - 2015年）、涼宮菜月（栗東担当、2013年 - 2015年）、色紙千尋（美浦担当、2016年 - 2018年）、小浦愛（栗東担当、2016年 - 2017年）、山根千佳（美浦担当、2019年 - 2020年）、國嶋絢香（栗東担当、2018年 - 2020年）、丸りおな（美浦担当、2021年）、東川椿（美浦担当、2022年 - 2023年）、芥田愛菜美（栗東担当、2021年 - 2024年）

## コーナー
まるごとチェック
当該週の重賞・特別競走の調教をダイジェストで振り返りつつ、出走有力馬に騎乗する予定の騎手・およびその調教師・厩舎関係者や当該週の トラックマンTVに出演する記者がそれについて分析する。「トレセンTIME」と同じように、有力馬の調教と分析を関東・関西それぞれランダムで紹介する。特にGI競走が行われる週は、他に重賞競走があってもGIを最優先して時間を最も多く割いて特集することが多い。
重賞レビュー
前週に行われた重賞競走を、その重賞に優勝した競走馬の関係者らのインタビューを通して振り返る。
Road to Classic 20xx
2〜3歳のクラシック路線の参戦を目指す競走馬の、前週の注目レース（メイクデビュー戦・条件戦、重賞・リステッド競走）の振り返りを中心に、その週の2〜3歳の重賞が行われる場合にはその展望（ただしGIやそれに付随するトライアル競走・指定オープンリステッド競走はまるごとチェックで取り上げる場合も多い）を行う。
トレセンあらかると
前週の重賞以外の注目競走の振り返りなど。

## 関連番組
- 今日の調教（今週の調教）
- 参考レース&重賞調教VTR